# Pereliotni
Pereliotni (en rus: Перелётный) és un poble del krai de Primórie, a l'Extrem Orient de Rússia, que en el cens del 2010 tenia 103 habitants.